# ГЕС Clabucet
ГЕС Clabucet — гідроелектростанція у південній частині Румунії в повіті Арджеш (історичний регіон Мунтенія). Становить верхній ступінь у каскаді на річці Димбовіца (ліва притока річки Арджеш, яка, своєю чергою, є лівою притокою Дунаю).
Спорудження гідровузла у верхів'ях Димбовіци, яка дренує південний схил гірського масиву Фегераш, було зумовлене як потребами гідроенергетики, так і необхідністю подачі додаткового ресурсу для водопостачання румунської столиці Бухареста, яке здійснюється, перш за все, з Димбовіци. У межах цього проєкту річку перегородили греблею Pecineagu. Це кам'яно-накидна споруда з бетонним облицюванням висотою 107 метрів та довжиною 267 метрів, на спорудження якої пішло 2 млн м3 матеріалу. Вона створила водосховище об'ємом 69 млн м3, у тому числі 6 млн м3 призначено для протиповеневих заходів.
Від греблі до машинного залу ГЕС Clabucet веде тунель довжиною 9,7 км, який забезпечує напір у 253 метри. Зал обладнано двома турбінами типу Френсіс загальною потужністю 64 МВт, які, утім, виробляють на рік лише 57 млн кВт·год. Відпрацьована вода потрапляє назад до Димбовіци.
Греблю Pecineagu та ГЕС Clabucet ввели в експлуатацію у 1984 році. На другому етапі велось будівництво дериваційного тунелю, яким до водосховища повинна була перекидатись вода з північного схилу масиву Фегераш, з басейну приток річки Олт. У 1992 році ці роботи припинили, спорудивши 12 із 32 км траси. Проте у період з 2001 по 2003 рік проєкт все-таки завершили. У посушливий сезон зазначений дериваційний тунель може працювати у реверсному режимі, забезпечуючи водопостачання району Фегераш.